# Secuieni (Bacău)
Secuieni è un comune della Romania di 2 132 abitanti, ubicato nel distretto di Bacău, nella regione storica della Moldavia.
Il comune è formato dall'unione di 6 villaggi: Berbiceni, Chiticeni, Fundeni, Glodișoarele, Secuieni, Văleni.
A seguito della Legge N. 67 del 23 marzo 2005, i villaggi di Băluşa, Ciutureşti, Odobeşti e Tisa-Silvestri sono stati separati dal comune, andando a formare il nuovo comune di Odobești.